# Transfiguratiekerk van het Mirozjskiklooster
De Transfiguratiekerk van het Mirojskiklooster (Russisch: Спасо-Преображенский собор Мирожского монастыря) is een Russisch-orthodoxe kerk in de Russische stad Pskov. De kerk behoort tot het Mirojskiklooster uit de 12e eeuw.
De kerk is als onderdeel van de kerken van de architectuurschool van Pskov in 2019 tijdens de 43e sessie van de Commissie voor het Werelderfgoed erkend als cultureel werelderfgoed en toegevoegd aan de UNESCO werelderfgoedlijst.

## Geschiedenis
De kerk werd aan het klooster gebouwd door Nifonte van Novgorod, op een datum die, volgens de historicus I.I. Lagunin, overeenkomt met die van de benoeming van Nifonte tot aartsbisschop, dat wil zeggen in 1148 of 1149. Een andere kerk, de Sint-Clemenskerk van Staraja Ladoga, die nu niet meer bestaat, werd nauwkeurig gedateerd door historici als gebouwd in 1153. Deze werd ook gebouwd door Nifonte en was een vereenvoudigde reproductie gebaseerd op de plannen van de Transfiguratiekerk van het Mirojskiklooster.

## Architectuur
Het gebouw is gebouwd op vier pilaren die een enkele koepel ondersteunen. De tamboer is versierd met een fries van bogen en voorzien van smalle ramen. Volgens kunsthistoricus Victor Lazarev komt de fries van arcaturen overeen met de persoonlijke smaak van Nifonte. Deze bouwstijl komt veel voor in Constantinopel, Griekenland, Bulgarije en de Kaukasus. Het ontwerp van de binnenruimte ligt dicht bij de stijl van Constantinopel en wijkt af van de traditionele architectuur van Kiev. Tijdens de bouw waren de hoekgewelven aan de westkant lager dan die op het middenschip. Later, waarschijnlijk in de 13e eeuw, werden de wanden in de westelijke hoeken verwijderd om het volume te vergroten en een etage toegevoegd. De kerk nam de vorm aan van de traditionele gebouwen met overspanningen van de westgevel van dezelfde hoogte als de andere, net als de bogen en gewelven.
De laterale apsissen waren lager dan de centrale apsis, zoals vaak het geval was in Veliki Novgorod. Het belangrijkste bouwmateriaal was kalksteen, die lokaal gewonnen werd. De bouwstijl was heel eenvoudig en contrasteert met die van hedendaagse Veliki Novgorod-kerken die voor het grootste deel erg monumentaal zijn.

## Fresco's
De fresco's van de gedaanteverandering van Jezus dateren uit de eerste helft van de twaalfde eeuw en werden geschilderd in opdracht van aartsbisschop Nifonte die van Griekse afkomst was en een pro-Grieks beleid leidde dat hem in conflict bracht met de bevolking van Kiev en Novigord. De fresco's en iconen van Pskov en Miroja hebben heel andere kenmerken dan de Novgorodiaanse fresco's. Hoewel de Griekse kunstenaars door Nifonte werden aangesteld, zijn er stilistische tekenen die uniek zijn voor de Pskoviaanse meesters. Getuigen van de Griekse aanwezigheid zijn de inscripties in het Grieks en de Byzantijnse iconografie. De Griekse meester aan het hoofd van het atelier bracht niet de traditie van de Byzantijnse hoofdstad naar Pskov, maar die van het christelijke oosten. Dat verklaart het gebrek aan continuïteit in het evangelische en Bijbelse verhaal, wat de regel was in Constantinopel. Deze Griekse meester moest samenwerken met Pskoviaanse schilders. Deze laatstgenoemden brachten het religieuze beeld dichter bij de toeschouwer door de emotionele nuances te benadrukken: de representatie van ellende en lijden, zonder zich echter over te geven aan excessen. Een detail suggereert nog de hulp van schilders uit Pskov aan de Grieken: de rijke lineaire uitvoering van de kleding, ongetwijfeld geïnspireerd door de iconen van Pskov, die op dezelfde manier werden behandeld. Omdat goud te duur is, werd het vaak vervangen door geel. Deze methode om de kledingstukken te verrijken, was ongebruikelijk in het Byzantijnse Rijk. De bewening van Christus is het meest complexe werk van deze set, gezien haar omvang, de lay-out op de muren en de samenstelling en vorm van tekeningen en kleuren.

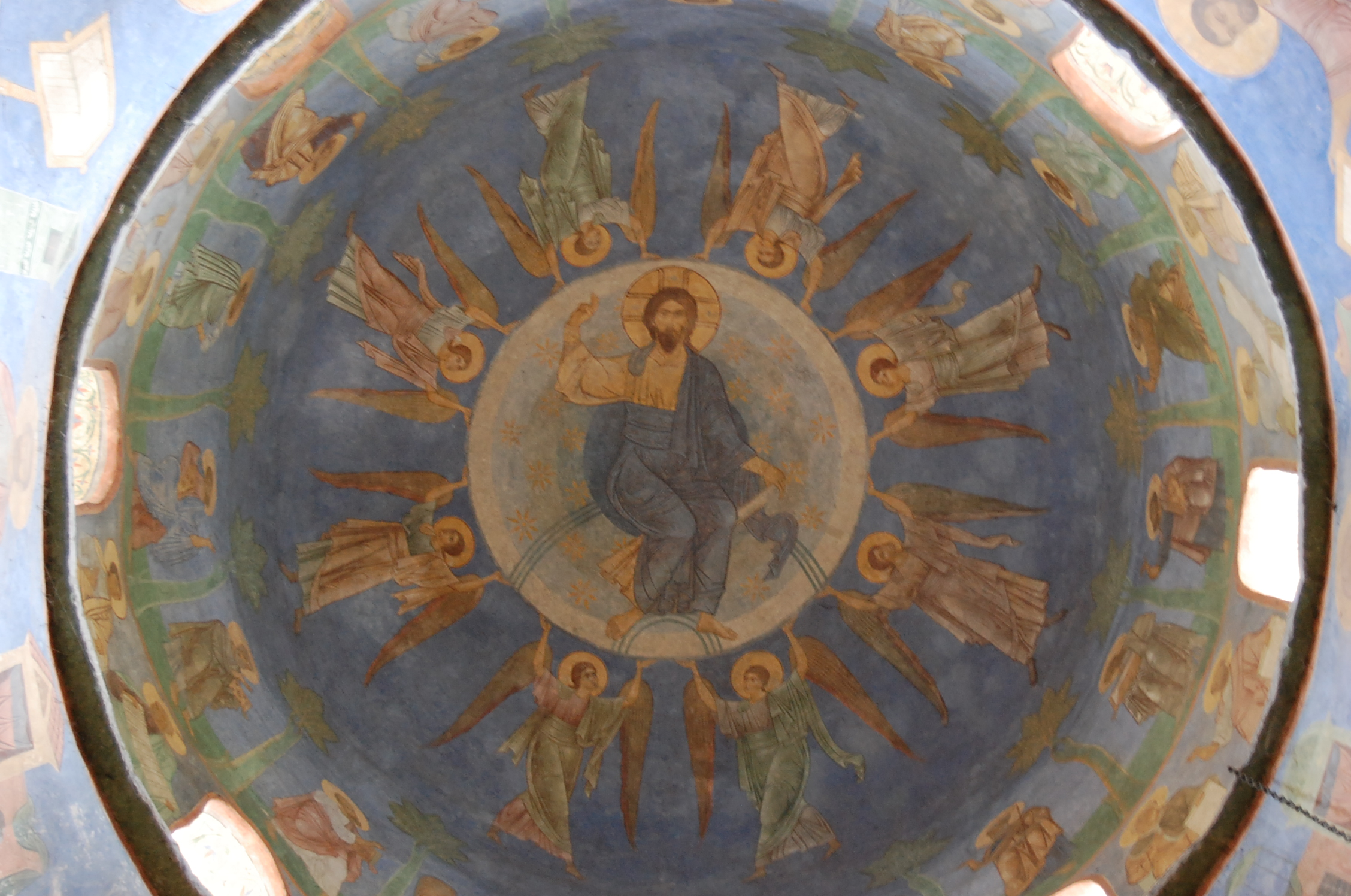
Hemelvaart
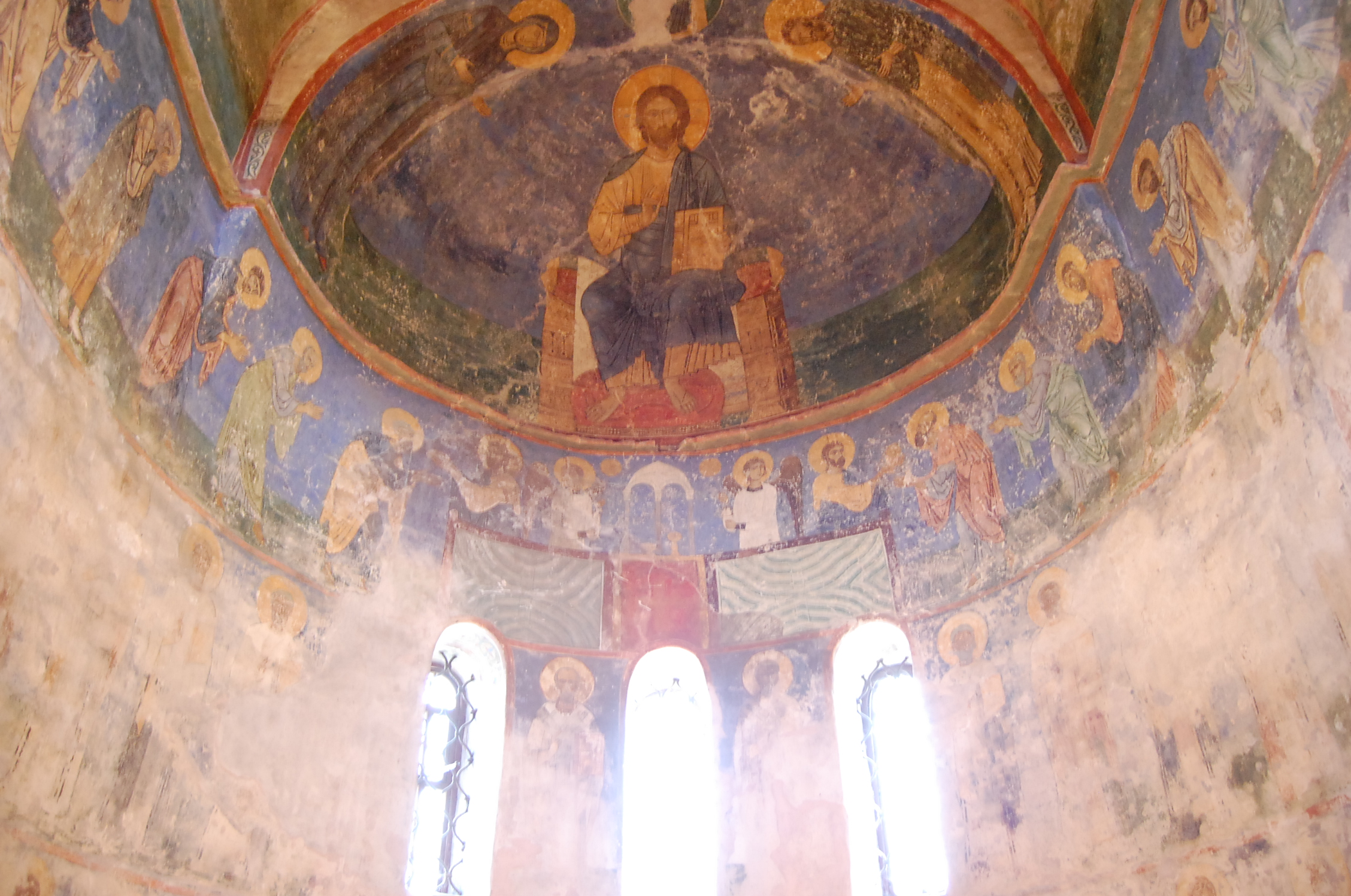
Deësis en Eucharistie
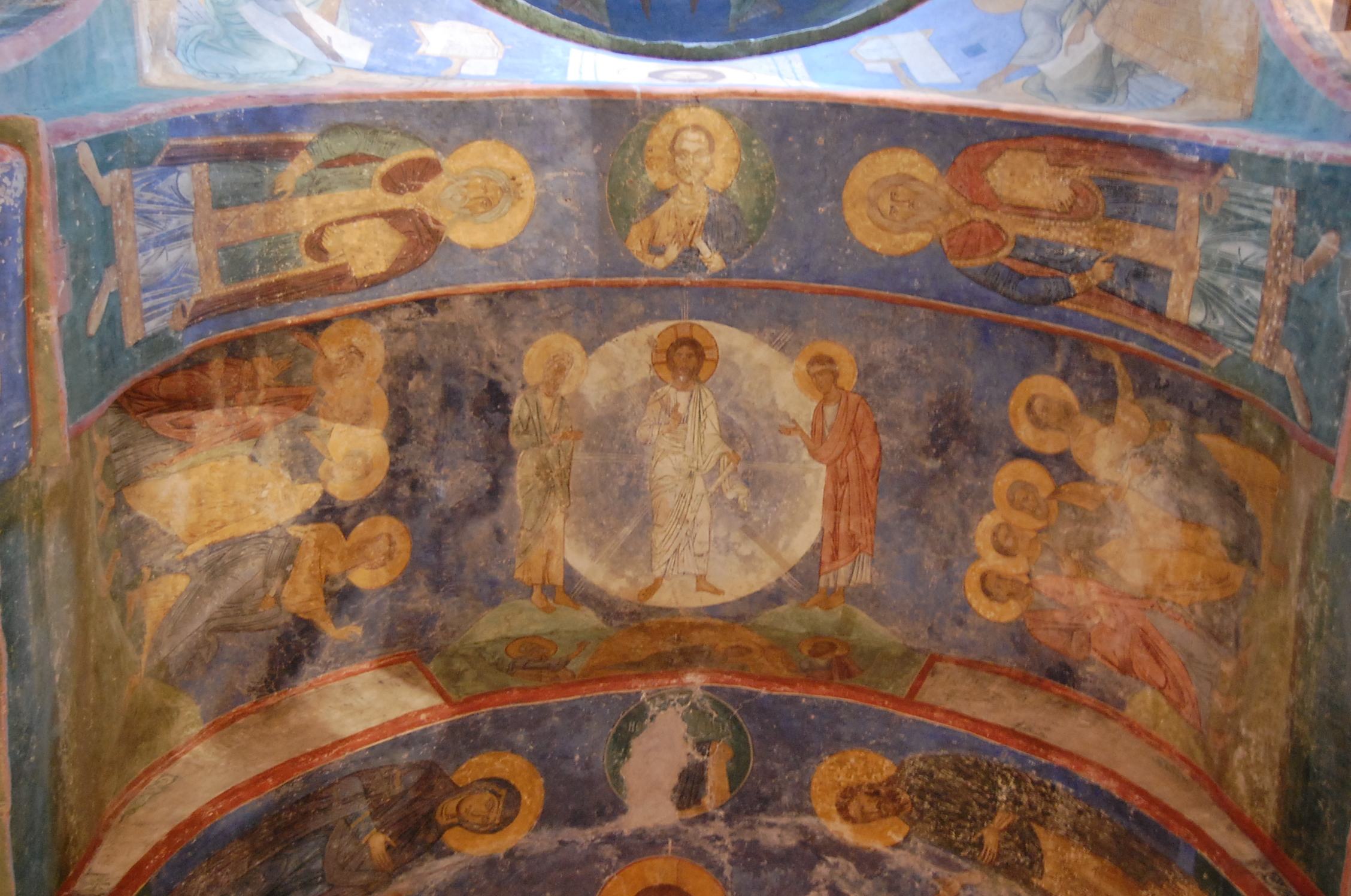
Gedaanteverandering van Jesus
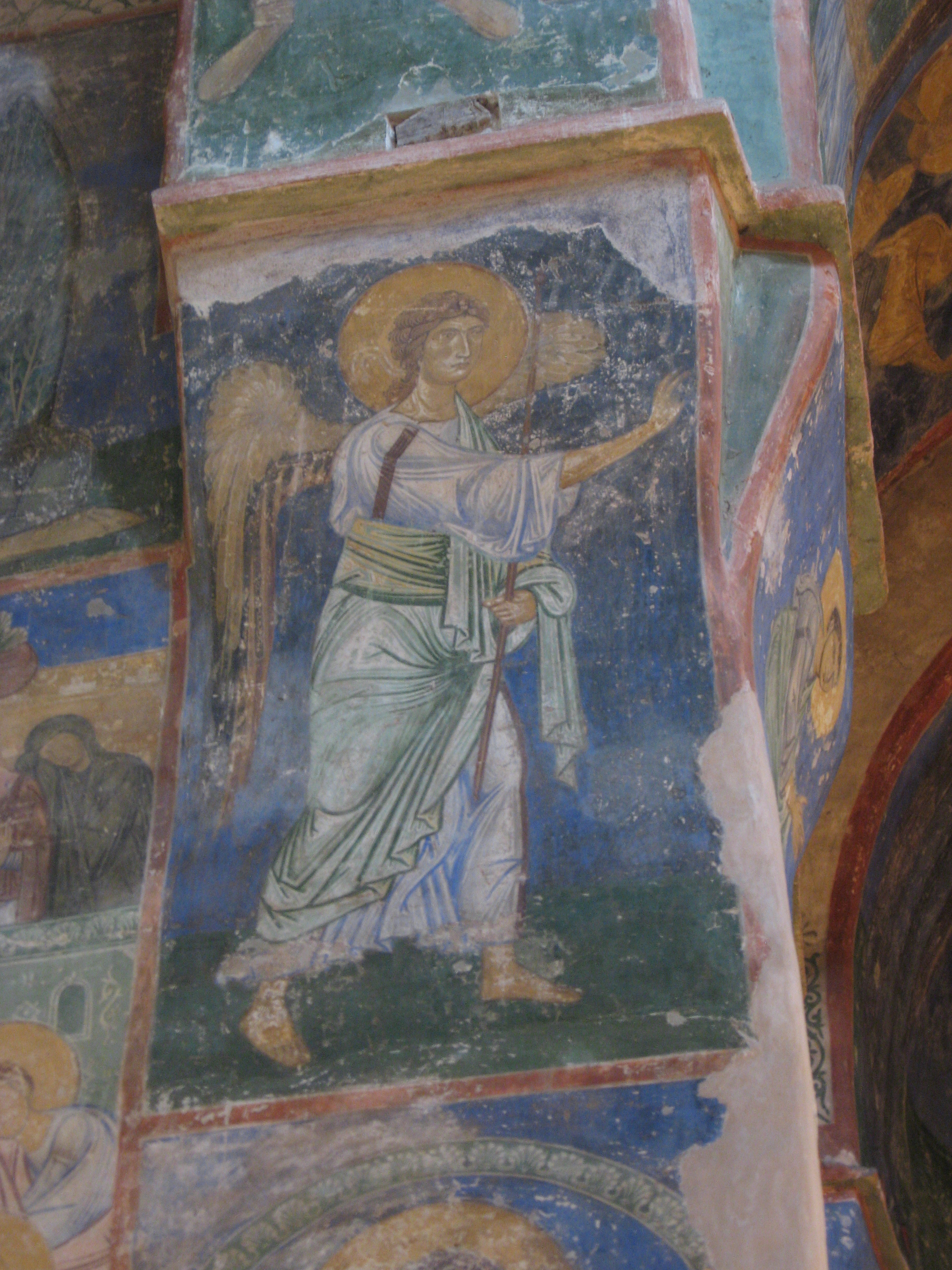
Annunciatie
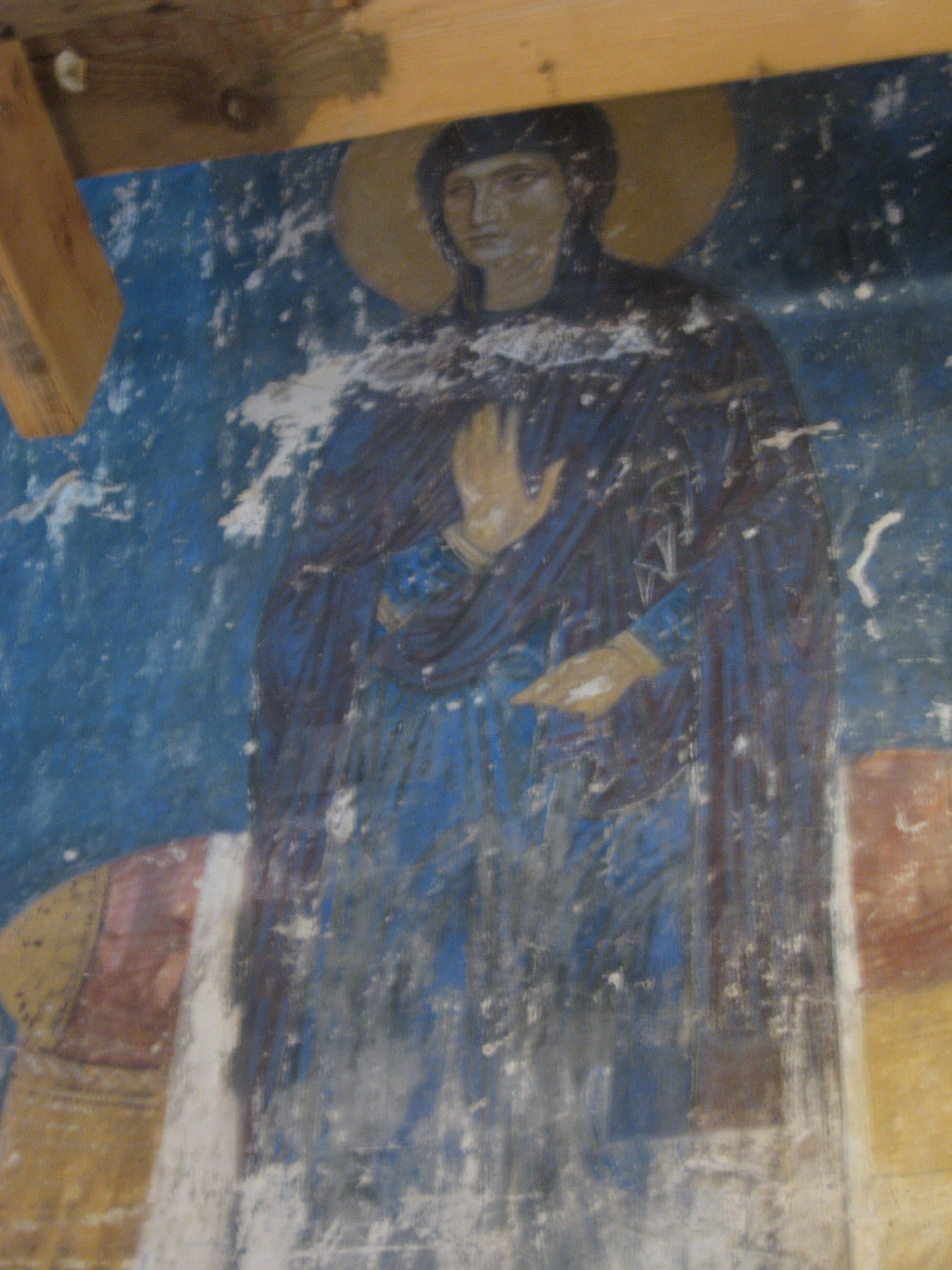
Annunciatie
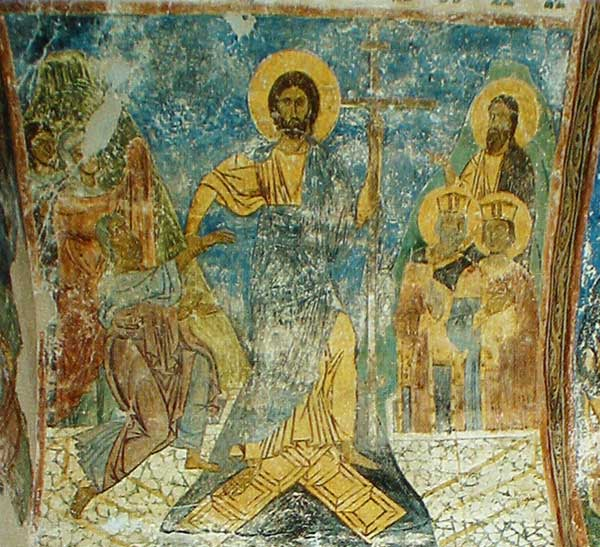
Afdaling naar de hel
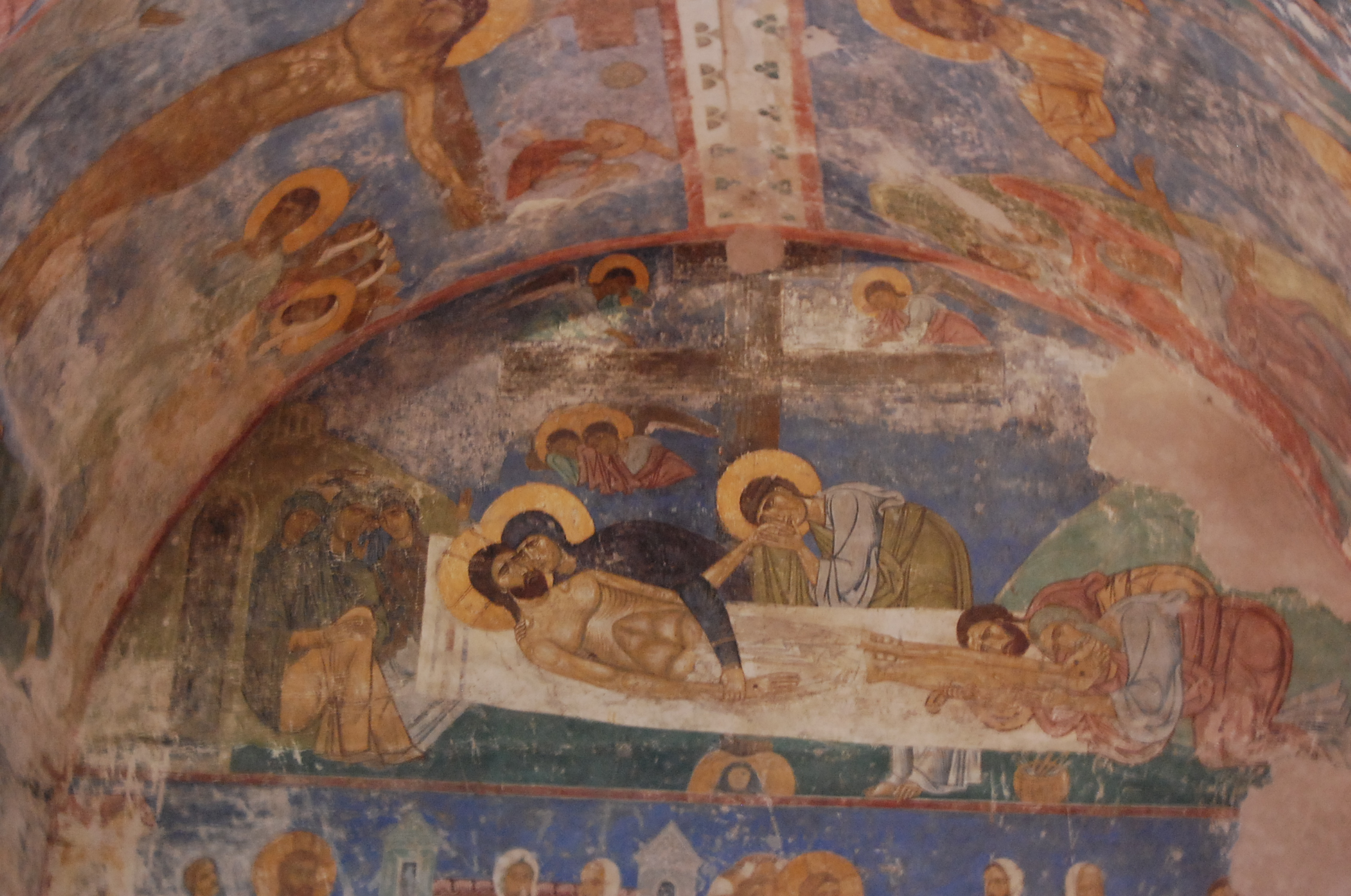
Bewening van Christus
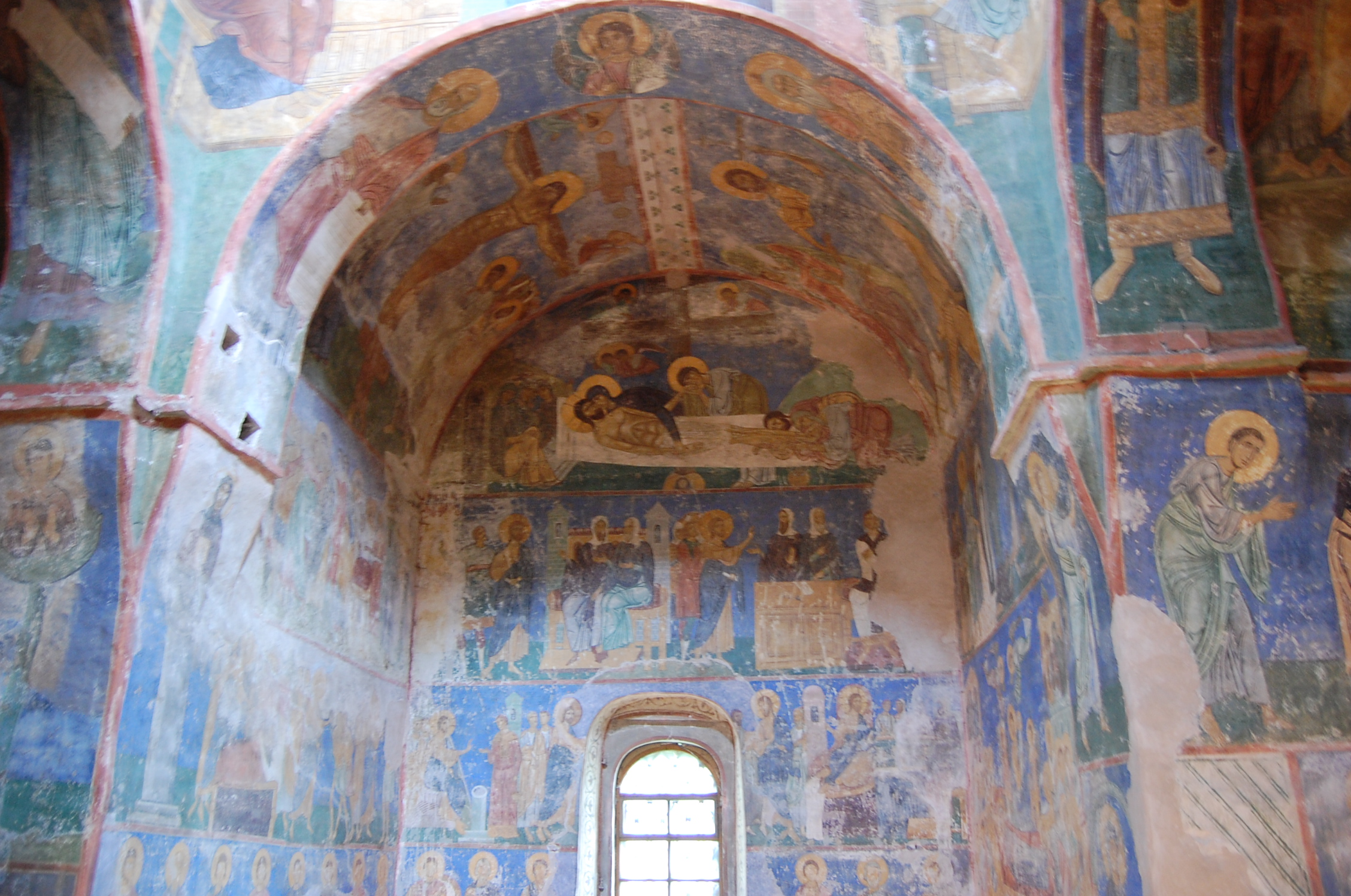
Bewening van Christus
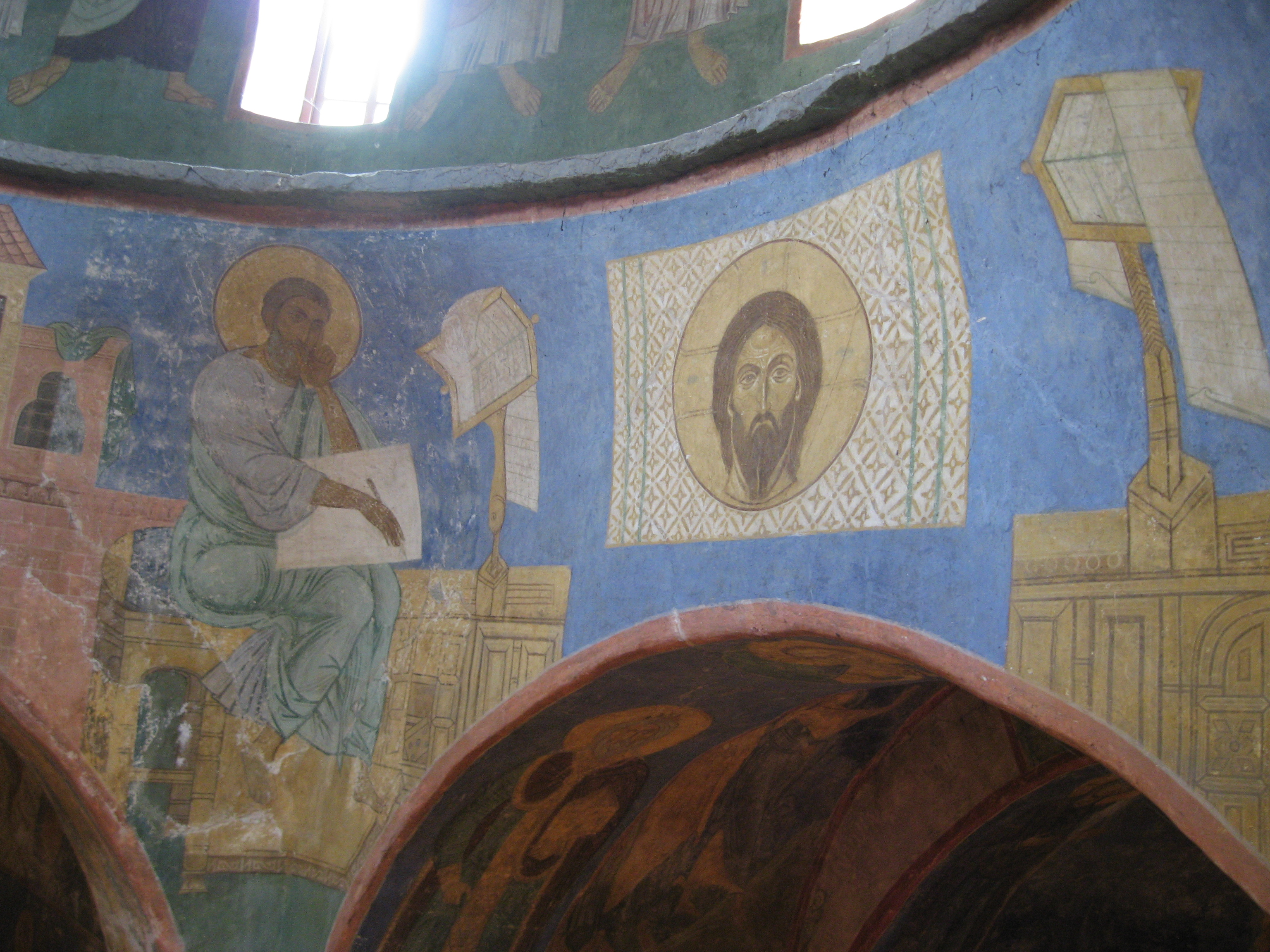
Kleed van Edessa
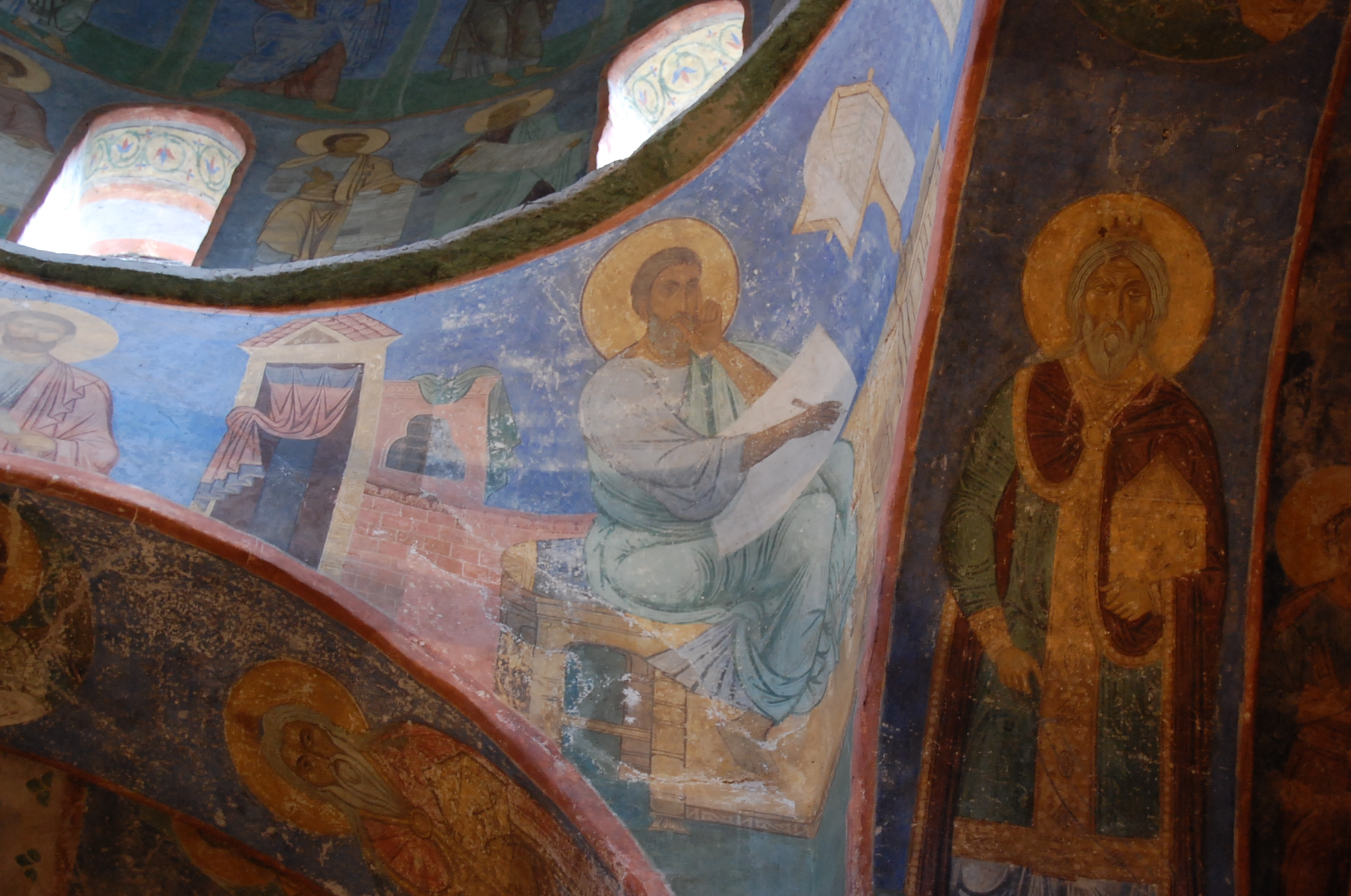
De evangelist